# Ortskapelle Felsenberg
Die in der Österreichischen Kunsttopographie beschriebene Ortskapelle von Felsenberg gehörte zur Pfarre Neu-Pölla. Mit der ab 1938 erfolgten Entsiedelung von Felsenberg zur Anlage des Truppenübungsplatzes Döllersheim wurde sie dem Verfall preisgegeben.

## Geschichte und Beschreibung
Vorgängerbauwerk der Kapelle von Felsenberg war ein erhalten gebliebener und entsprechend adaptierter Turm des verfallenen Schlösschens von Felsenberg, der 1905 abgebrochen wurde.
Bei der anschließend daran erbauten Kapelle handelte es sich um ein rechteckiges Bauwerk mit halbrunder Apsis und einem gotisierenden Turm an der Westseite. Sein Erdgeschoß diente der Kapelle als Vorhalle. An der Nord- und Südseite befanden sich je zwei spitzbogige Fenster, an der Ostseite ermöglichte eine Rundluke den Lichteinfall. Das Dach wurde als abgewalmtes Satteldach ausgeführt. Der Kapellenraum verfügte über eine Flachdecke.
Zwischen 1705 und 1708 wurden unter Abt Melchior zwei aus Holz gefertigte, bemalte und mit zwei seitlichen korinthischen Säulen ausgestattete Seitenaltäre für die Pfarrkirche Edelbach angeschafft. Während des Kirchenumbaus 1864 wurden diese bis auf die Altarbilder, die in der Kirche in der Edelbach verblieben, abgebaut. 1905 erhielt die Kapelle in Felsenberg einen dieser Seitenaltäre als Hochaltar.
Die Tür des Tabernakels trug ein vergoldetes Relief der Kreuzigung. Über dem Tabernakel befanden sich aus Holz geschnitzte und bemalte Statuen der heiligen Dreifaltigkeit, der heiligen Sebastian und Johannes Nepomuk sowie zweier Engel.